# ФК Бе1
ФК «Бе1» (лит. Be1) — литовський футбольний клуб з Каунаса, заснований у 2006 році. Виступає в І лізі. Домашні матчі приймає на стадіоні «Бе1 НФА», місткістю 500 глядачів.

## Історія
Національна академія футболу заснована у 2006 році. 

### Як ФК НФА
Команда ФК НФА дебютувала в Першій лізі 2012. За підсумками сезону посів шосте місце серед десяти клубів.
2013 команда ФК НФА брала участь у Другій лізі (Південна зона). У турнірній таблиці з 13 команд після першого кола команда була на третьому місці, а в другому колі її замінив ФК «Стумбрас».
Нова команда возз’єдналася у 2017 році, її тренував Гінтарас Красаускас. Грала у Другій лізі в Південній зоні, посіла перше місце.
Команда ФК НФА у 2018 виступала в Першій лізі. Вдало розпочавши сезон, але поступово опустилася на дно турнірної таблиці. Стала єдиною командою, яка програла клайпедському «Кораласу», який незабаром знявся з чемпіонату. У підсумку команда посіла десяте місце серед чотирнадцяти учасників. Після закінчення сезону відбулися реформи і ФК НФА було розформовано.

### Як Бе1 НФА
У 2019 управління клубом перейшло до Каунасської футбольної академії і перейменована на Бе1 НФА (лит. Be1 NFA).
У 2021 була сформована команда, яка виступала у Другій лізі.
15 червня 2021 у 1/8 фіналу Кубка вони провели матч проти Джюгас (Тельшяй) і зазнали поразки з рахунком 0:6.
У 2022 Бе1 НФА виступали в Першій лізі та посіли четверте підсумкове місце.

## Сезони

### Як НФА
| Сезон | Рівень | Ліга       | Місце | Примітки |
| ----- | ------ | ---------- | ----- | -------- |
| 2012. | 2.     | Перша ліга | 6.    | [ 1 ]    |
| 2017. | 3.     | Друга ліга | 1.    | [ 2 ]    |
| 2018. | 2.     | Перша ліга | 10.   | [ 3 ]    |

### Як Бе1 НФА
| Сезон | Рівень | Ліга       | Місце | Примітки |
| ----- | ------ | ---------- | ----- | -------- |
| 2021. | 3.     | Друга ліга | 2.    | [ 4 ]    |
| 2022. | 2.     | Перша ліга | 4.    | [ 5 ]    |
| 2023. | 2.     | Перша ліга | 2.    |          |

### Як ФК Бе1
| Сезон | Рівень | Ліга       | Місце | Примітки |
| ----- | ------ | ---------- | ----- | -------- |
| 2024. | 2.     | Перша ліга | 2.    | [ 6 ]    |

## Досягнення
- А-ліга

## Кольори форми
Форма команди попередніх років

### Як ФК НФА
| 2012; 2013 · Домашня | 2012; 2013 · Виїзна | 2017; 2018 · Домашня | 2017; 2018 · Виїзна |

### Як Бе1 НФА
Зміни спортивного одягу
- Удома грає в білих і темно-синіх футболках.
- Під час виїздних матчів грає в темно-синьому.

| 2021 | 2021 | 2022 | 2022 |

## Головний тренер
- Гінтарас Красаускас (2016–2018)
- Пабло Ріос Фрейре (2021)